# Fragmenty Okazaki
Fragmenty Okazaki, odcinki Okazaki − krótkie fragmenty nici DNA, składające się z 100–2000 nukleotydów, dobudowywane przez polimerazę DNA do startera w procesie replikacji DNA podczas syntezy nici opóźnionej. Po usunięciu starterów przez endonukleazy fragmenty Okazaki są łączone przez ligazę w jedną całość.
Odkryte zostały w roku 1968 przez zespół Reijiego Okazakiego i nazwane na jego cześć.

Schemat replikacji DNA z zaznaczonymi fragmentami Okazaki